# Árbol (banda)
Árbol es una banda del Rock alternativo formada a finales de 1994 en Haedo (Morón); zona oeste del Gran Buenos Aires. Esta banda se caracteriza por sus letras coloridas y sencillas, por su particular juego de voces armoniosas y por mezclar variados ritmos e instrumentos, desde el rock, el punk, el hardcore o el rap, hasta el funk, el reggae, la música electrónica, el country o la chacarera.
Sus integrantes originales son Eduardo Schmidt (voz, violín, charango), Patricio Pizarro (bajo), Matías «Chávez» Méndez (batería), Pablo Romero (voz y guitarra) y Hernán Bruckner (guitarra, teclados y ocasionalmente voz). A fines de 2006, Eduardo Schmidt se retiró de la banda para iniciar posteriormente una carrera solista. Así, la banda quedó conformada por Sebastián Bianchini (bajo, batería y voz), Martín Millán (batería, xilófono, teclado y voz), Pablo Romero (voz y guitarra) y Hernán Bruckner (guitarra, teclados y voz). Con esta formación, editaron dos trabajos discográficos más. La banda estuvo en un "parate" entre finales de 2010 y mediados de 2017, cuando a través de sus redes sociales el grupo publicó el nuevo tema "Tiembla El Piso". A principios de 2018 publican su nuevo videoclip "La vida es todo lo que vos quieras", confirmando así su regreso.

## Historia

### Primeros años
Conformada por Matías «Chávez» Méndez en batería, Eduardo Schmidt en violín, traversa y voz, Hernán en guitarra y Patricio Pizarro en bajo. Ocasionalmente contaban con un percusionista invitado, que tiempo después pasaría a formar parte de la banda en forma estable: Pablo Romero. Influenciados por Faith No More, Mano Negra y Patricio Rey y sus Redonditos de Ricota, según contaron en el documental Me gustaría decirte tantas cosas, fueron habituales sus conciertos en locales underground como el «Mocambo» de Haedo, donde promocionaron sus primeras creaciones. La banda empezó a rodar por bares, pubs, escuelas, festivales y ferias itinerantes de la zona. El boca a boca fue creciendo, y las presentaciones de Árbol se iban haciendo más necesarias para el oído ávido de sonidos nuevos que imperaba en esos momentos.
En el año 1996, la banda ya estaba medianamente consolidada y en sus recitales se podía encontrar una diversidad de estilos difíciles de encontrar en otros lados. Era un popurrí de estilos, mezclaban rock, funk, hardcore y rap con ritmos e instrumentos poco habituales, como el charango, la flauta, los vientos y el violín. Además, en vivo contaban con un enérgico show debido a la presencia de dos cantantes.
A finales del año 1996, entraron a los estudios El Matadero Records para grabar su primera producción en LP, Jardín frenético, producido por Martín Méndez (hermano de Chávez), guitarrista de Los Caballeros de la Quema. El álbum fue presentado en la exposición multimedia Rock Nacional 30 años, en «Buenos Aires No Duerme», y como invitados en shows de Los Caballeros de la Quema y Bersuit Vergarabat. Luego, a través del grupo mexicano Café Tacuba, el disco llega hasta las manos del productor Gustavo Santaolalla, quien ofreció reeditar el material para su sello discográfico Surco. Pero no todo fue perfecto, pues hubo dos integrantes que decidieron dejar la banda: Patricio Pizarro, por diferencias con las ideas del futuro del grupo; y Chávez, fundador y compositor de casi todas las letras hasta ese momento. En reemplazo de los renunciantes, entraron Martín Millán en batería y Sebastián Bianchini (hermano de Mariana Bianchini, vocalista de Panza) en bajo.

### Árbol,Chapusongs,Guau!y la llegada a la masividad
Con la nueva formación, viajaron a Los Ángeles, a los estudios de Surco, para grabar lo que sería su debut con dicho sello. El álbum se llamó Árbol; y el listado de temas fue de catorce canciones, casi similar al del Jardín frenético, sin la canción «H.C.V», pero con tres nuevas composiciones («Luna», «Rosita» y «El baile», las últimas dos con videoclip). Su primera gira fue en el año 2000, recorriendo el interior junto a Attaque 77. Luego formaron parte del Watcha Tour en los Estados Unidos, con una docena de artistas de rock alternativo de gran popularidad.
El álbum que mejor reflejó el crecimiento del grupo fue Chapusongs, del año 2002. Gracias a la rotación de singles como «Cosacuosa», «La vida», «Ya lo sabemos» y «Enes» (la cual hace referencia a los desaparecidos de la dictadura cívico-militar), la banda se posiciona aún más en la escena de rock argentina de aquel momento. Compuesto por trece canciones que terminan de definir la personalidad musical de Árbol, Chapusongs fue el álbum con el que giraron por todo el norte y sur de Argentina, además de la costa atlántica. También se presentaron en Uruguay junto a los mexicanos Molotov, en donde se llevaron las mejores críticas por parte del público y la prensa local. Además, esta segunda producción fue elegida por la revista Rolling Stone Argentina entre los cinco mejores discos del año 2003. En el álbum y en los recitales podían pasar de un tema grunge a una polka, una balada folk o una furiosa cruza de cuarteto con ska.
Hacia fines de 2003 sorprendían en sus conciertos; por ejemplo, el primer Quilmes Rock, con una versión a capella de «Ji ji ji» de Patricio Rey y sus Redonditos de Ricota, la cual sería incluida en su siguiente trabajo, Guau!, editado en octubre del 2004. Esta producción está compuesta por doce temas y fue producido conjuntamente por Gustavo Santaolalla y Árbol, además de contar con Aníbal Kerpel como productor asociado. Grabado mitad en Buenos Aires y mitad en Los Ángeles, Guau! se terminó de mezclar en La Casa, el estudio de Santaolalla y fue masterizado por Tom Baker en Precisión Mastering. Según Hernán Bruckner, guitarrista de Árbol, Guau! es un disco «fresco y espontáneo, ideal para gente de cualquier estilo y edad que pueda escucharlo y disfrutarlo». Con este trabajo -que contó con cortes de difusión como «Pequeños sueños», «Trenes, camiones y tractores» y la muy exitosa y elogiada «El fantasma»- la banda llegó a ser masivamente popular en Argentina, y con algo de repercusión en otros países latinoamericanos. Aunque hubo seguidores de las primeras épocas que acompañaron a Árbol en su salto al mainstream, hubo otros que miraron con recelo esta nueva faceta del grupo por "venderse" o "volverse muy pop". 
Cabe aclarar que Guau! es un disco bastante variado en su sonoridad y que siguiendo la línea de Chapusongs, se compone de canciones bastante radiales pero mucho más cerca del pop que del sonido roquero y furioso que ofrecía la banda en sus dos trabajos anteriores.
El 8 y 9 de julio de 2005, Guau! es presentado en el Estadio Obras Sanitarias de Buenos Aires (actualmente Estadio Pepsi Music). El show fue grabado y el resultado fue Miau!, el primer DVD en vivo de la banda, editado en 2006. Ese mismo año presentaron un gran show en el Estadio Luna Park. Más adelante fueron convocados, entre varias bandas y solistas, para tocar en el Salón Blanco de la Casa Rosada, en el marco de un intento de reconciliación de las autoridades políticas con el rock y la música en vivo, después de la tragedia de Cromañón (el show fue grabado y editado, aunque no forma parte de la discografía oficial).

### Últimos años:HormigasyNo me etiquetes

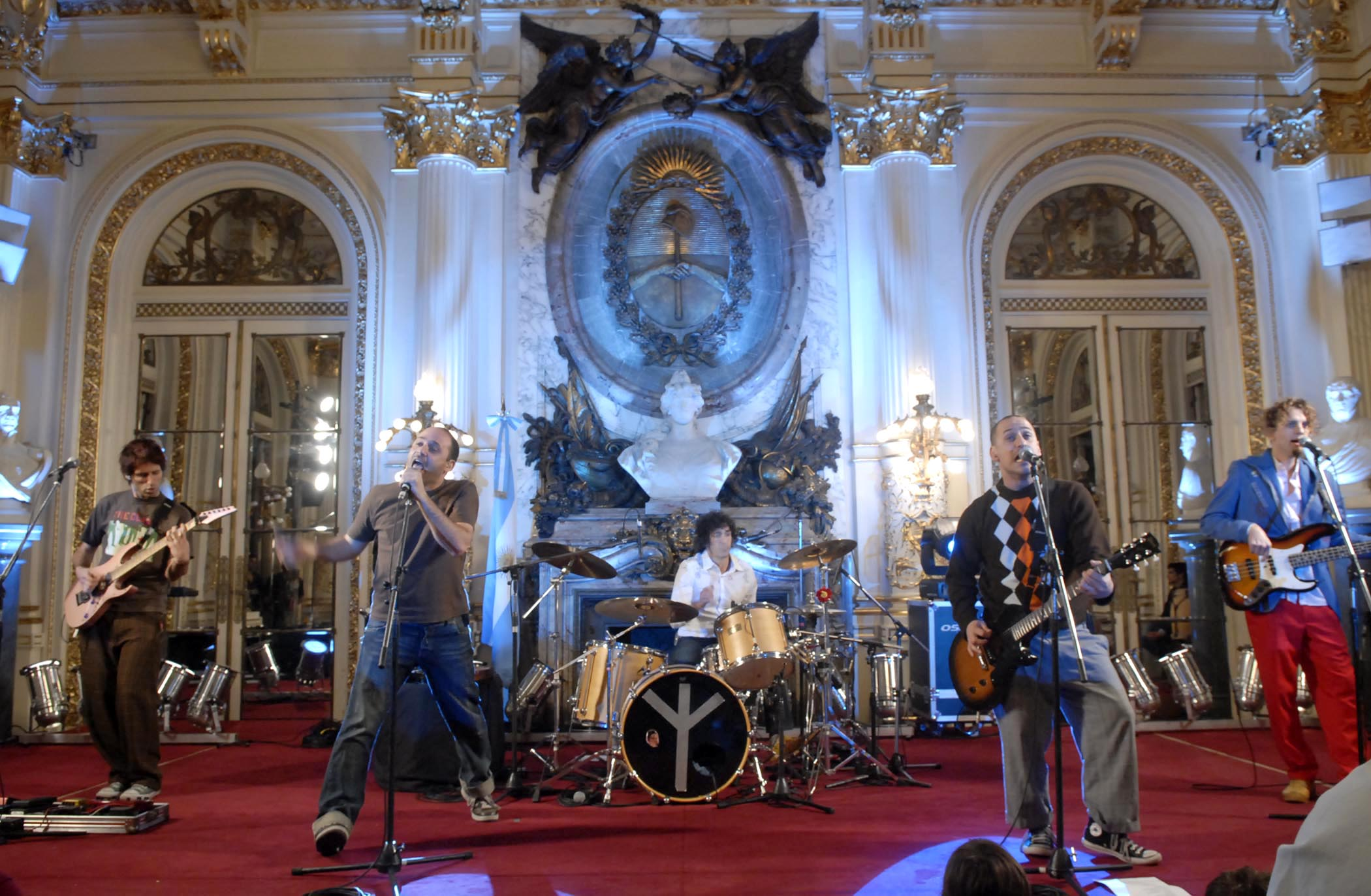
Árbol en un concierto realizado en la Casa Rosada.

El 16 de octubre de 2006, la banda se presentó en la fiesta por los 300 años del Partido de San Isidro, realizada en el hipódromo, en una fiesta ecléctica donde también participaron Los Nocheros. El 7 de noviembre de ese mismo año, el grupo sufre la primera gran baja de su próspera carrera, cuando uno de sus integrantes, Eduardo Schmidt, anunció que dejaría la banda por motivos personales. Lejos de provocar aún mayores inconvenientes, el resto de la banda se mantuvo unida trabajando en su siguiente disco: Hormigas. Con catorce canciones producidas por la agrupación y grabadas en el mes de junio y agosto en los estudios Panda. El álbum se edita en dos versiones, CD y CD+DVD, con un backstage que muestra la grabación de los temas y entrevistas a cada uno de los integrantes.
Con este disco, la banda vuelve a girar por Latinoamérica, dando varias presentaciones en la Ciudad de México y alrededores; en Rock al Parque de Colombia, uno de los festivales gratuitos más grandes del continente; en Uruguay; Paraguay y Chile; asimismo demostrando lo propio en todos los festivales masivos de Buenos Aires y del interior del país.
A fines de octubre de 2009, Árbol lanzó su quinto disco de estudio, No me etiquetes, promocionándolo con su primer corte de difusión, El sábado en Ramos, en el cual se acercan a la música electrónica. Por otra parte, el disco cuenta con la participación de un nuevo violinista, Diego Velázquez, que también ejecuta la melódica, guitarra y más instrumentos en vivo. El segundo corte elegido fue Corazón de naranja, un tema pop con riff de violín que muestra el lado sensible de la banda. Su tercer corte fue Volveré a mi barrio, recordando su barrio natal «La República Separatista de Haedo», donde nació la banda, con videoclip grabado en Haedo contando con la participación del dueño del Mocambo, además de otros amigos de la banda, y Matías «Chávez» Méndez, fundador y exbaterista de la banda. El último corte fue Puñal, una de las canciones hardcore del disco No me etiquetes. El video del corte fue grabado con partes en vivo del concierto que dio la banda en La Trastienda Club en la presentación del disco. La banda en el 2010 siguió tocando y participó de los multitudinarios festivales Pepsi Music 2010 junto a Green Day y Hot Festival 2010 junto a Mika, Phoenix, Scissor Sisters y Hot Chip.

### El regreso
A mediados de 2017, tras un parate de casi siete años, la banda publicó el nuevo tema Tiembla El Piso y se presentó en vivo, en la edición 2017 del festival Ciudad Emergente, que se celebrará en Buenos Aires entre el 20 y el 24 de septiembre.
Roberto Costa, responsable del sello Pop Art, habría sido quien formalizó la propuesta de la reunión, que incluyó también la subida de la discografía de la banda a las plataformas de streaming y la grabación de “Tiembla el piso”. A principios de 2018 la banda publica un nuevo tema con un videoclip con la producción filmográfica más grande de toda la historia de la banda: La vida es todo lo que vos quieras, recibido con buenas críticas. En 2019, giran por Argentina, Uruguay, Paraguay y México participando de Festivales como el Reciclarte, Catrina y otros junto a artistas como Flaming Lips, Mac de Marco, Panteón Rococó.
En 2020, durante pandemia sacan reversiones de temas emblemáticos de la banda, junto a fts del momento: Pequeños Sueños ft. Natalie Pérez o Prejuicios ft. Lng/SHT.
A comienzos de 2022, la banda anunció que se encontraba grabando un nuevo álbum de estudio luego de trece años. Lleva por título Hongo y salió a la venta el 23 de septiembre de ese año, aunque previo a la salida del álbum liberaron en las plataformas digitales tres canciones pertenecientes a esta nueva producción: Ninja, Goodbye adiós y Escapar.

## Discografía
| Año  | Disco            | Discográfica   |
| 1996 | Jardín frenético | Independiente  |
| 1999 | Árbol            | Surco          |
| 2002 | Chapusongs       | Surco          |
| 2004 | Guau!            | Surco          |
| 2007 | Hormigas         | Pop Art Discos |
| 2009 | No me etiquetes  | Bingo Records  |
| 2022 | Hongo            | Árbol          |

### En vivo
| Año  | Disco | Discográfica |
| 2006 | Miau! | Surco        |

## Videografía
| Año  | Canción                             | Álbum                             |
| 1999 | Rosita                              | Árbol                             |
| 1999 | Sexo                                | Árbol                             |
| 2000 | El baile                            | Árbol                             |
| 2000 | Cruces                              | Árbol                             |
| 2002 | La vida                             | Chapusongs                        |
| 2003 | Cosacuosa                           | Chapusongs                        |
| 2003 | Ya lo sabemos                       | Chapusongs                        |
| 2004 | Ya lo sabemos (punk)                | Banda sonora de la película Deuda |
| 2004 | Enes                                | Chapusongs                        |
| 2004 | Pequeños sueños                     | Guau!                             |
| 2005 | El fantasma                         | Guau!                             |
| 2005 | Trenes, camiones y tractores        | Guau!                             |
| 2007 | Soy vos                             | Hormigas                          |
| 2007 | Revoloteando                        | Hormigas                          |
| 2008 | Palabras                            | Hormigas                          |
| 2008 | Memoria                             | Hormigas                          |
| 2009 | Ronca                               | Hormigas                          |
| 2009 | El sábado en Ramos                  | No me etiquetes                   |
| 2010 | Corazón de naranja                  | No me etiquetes                   |
| 2010 | Volveré a mi barrio                 | No me etiquetes                   |
| 2010 | Puñal                               | No me etiquetes                   |
| 2018 | La vida es todo lo que vos quieras  | Me veras volver                   |
| 2020 | El fantasma (con Alejandra Moreno)  |                                   |
| 2020 | Prejuicios (con Lgn/Sht)            |                                   |
| 2020 | Pequeños sueños (con Natalie Pérez) |                                   |
| 2022 | Goodbye adiós                       | Hongo                             |
| 2022 | Escapar                             | Hongo                             |
| 2022 | Latido                              | Hongo                             |
| 2023 | Motor                               | Hongo                             |

## Miembros
| Álbum                   | Miembros |
| ----------------------- | --- |
| Jardín frenético (1996) | • Matías ‘Chávez’ Méndez: Batería • Patricio Pizarro: Bajo • Hernán Bruckner: Guitarra • Eduardo Schmidt: Violín, voz • Pablo Romero: Percusión, voz |
| Árbol (1999)            | • Martín Millán: Batería • Sebastián Bianchini: Bajo • Hernán Bruckner: Guitarra • Eduardo Schmidt: Violín, voz, flauta traversa, charango, armónica • Pablo Romero: Percusión, voz                                                                                         |
| Chapusongs (2002)       | • Martín Millán: Batería, coros, melódica • Sebastián Bianchini: Bajo, coros, batería • Hernán Bruckner: Guitarra, coros • Eduardo Schmidt: Violín, voz, charango, armónica, trompeta, melódica • Pablo Romero: Voz, guitarra, trombón, coros, balalaica                    |
| Guau! (2004)            | • Martín Millán: Batería, voz, xilofón, teclado • Sebastián Bianchini: Bajo, voz, stick • Hernán Bruckner: Guitarra, teclado • Eduardo Schmidt: Violín, voz, melódica • Pablo Romero: Guitarra, voz, balalaika                                                              |
| Hormigas (2007)         | • Martín Millán: Batería, voz, xilofón,coros • Sebastián Bianchini: Bajo, stick, bouzoki, voz • Hernán Bruckner: Guitarra, charango, teclado, voz • Pablo Romero: Voz, guitarra                                                                                             |
| No me etiquetes (2009)  | • Martín Millán: Batería, voz, coros, cajón peruano, teclado • Sebastián Bianchini: Bajo, stick, voz • Hernán Bruckner: Guitarra, voz, violonchelo • Diego Velázquez: Violín, voz, charango, melódica, coros, guitarra • Pablo Romero: Percusión, voz, guitarra, producción |
| Hongo (2022)            | • Martín Millán: Batería, coros • Sebastián Bianchini: Bajo, guitarra, voz • Hernán Bruckner: Guitarra, coros • Pablo Romero: Voz, guitarra • Maia Prieto: Violín |

### Miembros actuales
- Pablo Romero (1994-2010, 2017-)

- Hernán Bruckner (1994-2010, 2017-)

- Sebastián Bianchini (1998-2010, 2017-)

- Martin Millán (1998-2010, 2017-)

### Miembros anteriores
- Eduardo Schmidt (1994-2006)

- Matías "Chávez" Méndez (1994-1998)

- Patricio Pizarro (1994-1998)

### Miembros de apoyo (en vivo)
- Diego Velázquez (2009-2010, 2017-)

- Maia Prieto (2019)

## Árbol y su impacto cultural
La canción "Ya lo sabemos" fue utilizada en el documental "Deuda" (2004) y en el año 2005 en el último programa de CQC por Canal 13.
En agosto de 2019 se estrenó una obra teatral, denominada "Raíces", como una experiencia teatral recorriendo la obra musical de la banda. La obra es una producción de Carlos Mazalán, con libro de Martín Mazalán, dirección de Marcelo Caballero y cuenta con la actuación principal de Dani Flombaum, Martín Mazalán, Nacho Francavilla y Argentino Molinuevo.
En el año 2020 se estrenó la película "Yo, Adolescente", basada en el libro del mismo nombre escrito por Nicolás 'Zabo' Zamorano y dirigida por Lucas Santa Ana, donde varias de sus canciones ayudan a relatar las diferentes secciones de la obra. También se puede ver al artista Lichi, perteneciente a la banda del mismo nombre, interpretando al cantante Pablo Romero.